# Leptanillinae
Die Leptanillinae sind eine kleine Unterfamilie der Ameisen mit Verbreitung in den Tropen und der warmgemäßigten Zone der Alten Welt. Sie umfasst 58 Arten in 6 Gattungen (Stand: 2014). Soweit bekannt, sind alle Arten durch eine unterirdische Lebensweise gekennzeichnet. Die Leptanillinae gelten als eine der ursprünglichsten noch lebenden Ameisengruppen.

## Merkmale
Arbeiterinnen der Leptanillinae sind sehr klein, meist zwischen einem und drei Millimeter Körperlänge, und blass gefärbt. Sie sind völlig augenlos. Der Kopf ist langgestreckt und flach. Die Antennen bestehen aus 12 Gliedern, sie inserieren weit voneinander getrennt, meist nahe der Vorderkante des Kopfs; ihre Einlenkungsstelle ist nie durch Frontalloben verdeckt. Der Clypeus ist in der Mitte manchmal lappenförmig vorgezogen. Die Mandibeln sind langgestreckt und gezähnt, an räuberische Ernährung angepasst. Sowohl Maxillar- wie Labialpalpen sind bei den Leptanillini einsegmentig, bei den Anomalomyrmini kommen mehr Segmente (bis zu vier) vor. Der Rumpfabschnitt (Alitrunk oder Mesosoma) ist langgestreckt und schmal, mit einer einzigen sichtbaren Naht zwischen Prothorax und Mesothorax, er ist an dieser gegeneinander beweglich. Die Tibien der Mittel- und Hinterbeine tragen einen Sporn. Der freie Hinterleib oder Gaster ist durch zwei verdickte Stielglieder, Petiolus und Postpetiolus genannt, an den Rumpfabschnitt angeschlossen, der Petiolus ist kurz, nicht gestielt (nur bei Furcotanilla schließt der Postpetiolus breit, nicht abgesetzt, an den Gaster an). Der Gaster ist kurz und kompakt gebaut. In seinem Inneren ist ein funktionstüchtiger Giftstachel verborgen.
Königinnen der Tribus Lepanillini sind immer flügellos mit stark aufgetriebenem Hinterleib für gesteigerte Eiproduktion, dies wird „physogastrisch“ genannt. Sie sind, genau wie die Arbeiterinnen, augenlos (Ausnahme: Leptanilla escheri), besitzen aber Ocellen. Der freie Hinterleib schließt bei ihnen mit nur einem Glied, dem Petiolus, an. Königinnen der zweiten Tribus Anomalomyrmini sind, soweit bekannt, geflügelt und besitzen Augen. Die Königinnen scheren nach dem Hochzeitsflug aber die Flügel ab.
Die Larven besitzen eine eigentümliche Körperform mit sehr kleinem Kopf, schmalem Rumpf und stark erweiterten hinteren Abdominalsegmenten. Ihre Mandibeln sind nur auf der Außenseite gezähnt (exodont).

### Männchen

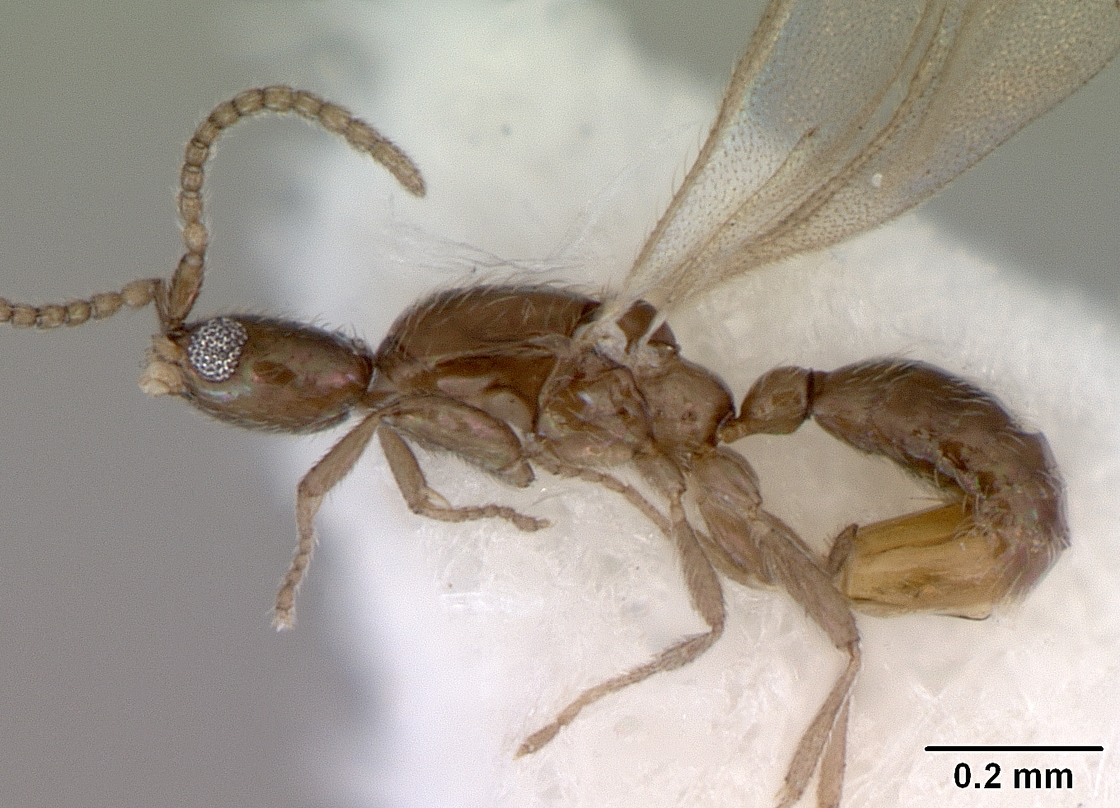
Leptanilla swani aus Australien, Männchen. (Bild April Nobile, Antweb)

Aufgrund ihrer Lebensweise werden Männchen und Arbeiterinnen der Leptanillinae normalerweise nie zusammen gefunden. Männchen sind, weitaus zahlreicher als Weibchen, vor allem durch Lichtfallen-Fänge belegt. Dadurch ist es schwierig, Männchen und Weibchen einander zuzuordnen. Es ergibt sich die kuriose Situation, dass fast alle Arten entweder nur als Männchen, oder nur als Weibchen, bekannt und beschrieben sind. Nur für eine Art, Leptanilla japonica gibt ein Bearbeiter zu einer von Weibchen bekannten Art auch die Männchen an.
Männchen der Unterfamilie sind dunkel gefärbt, sie besitzen sowohl Flügel wie auch große, aus der Kopfkontur hervorragende Komplexaugen und drei Ocellen. Die Antennen besitzen dreizehn Segmente, also ein Glied mehr als die Weibchen.

## Biologie und Lebensweise
Die Biologie der meisten Arten ist unbekannt. Aus den spärlichen Funden und der Morphologie wird generell auf eine vollkommen unterirdische Lebensweise, mit Jagd im Boden, geschlossen. Die Anatomie der Mundwerkzeuge legt eine räuberische Ernährung für alle Arten nahe. Bei der einzigen etwas besser erforschten Art Leptanilla japonica liegen die Nester im Waldboden, in etwa 10 bis 15 Zentimeter Tiefe. Die unregelmäßigen Hohlräume wirken so, als wären sie nicht ausgegraben, sondern von den Kolonien nur bezogen worden. Eier, Larven und Puppen liegen in einer ungegliederten Masse zusammen. Die Königin legt die etwa hundert Eier mehr oder weniger synchron ab. Die Larven entwickeln sich vom Hochsommer an, etwa von Juli bis November und überwintern. In allen Kolonien wurde nur eine Königin gefunden (monogyn). Die Anzahl der Arbeiterinnen pro Kolonie wird auf etwa 100 bis 200 abgeschätzt. Innerhalb der Nestkammer bewegen sich Tiere auf festen Pfaden, die durch Pheromone markiert sind. Bei einer anderen Art wurde außerdem ein Alarmpheromon identifiziert, das aus der Mandibeldrüse abgegeben wird.
Die einzige Beute, die Arbeiterinnen ins Labor transportierter Kolonien von Leptanilla japonica akzeptierten, waren kleine Hundertfüßer der Ordnung  Geophilomorpha. Die erbeuteten Tiere waren mit 10 bis 15 Millimeter Körperlänge erheblich größer als die Ameisen. Die Beute wird von mehreren Arbeiterinnen mit dem Giftstachel attackiert, bis sie paralysiert ist, und dann ins Nest getragen. Gelegentlich bewegte sich auch die gesamte Kolonie auf das immobilisierte Beutetier zu. Die Larven werden zur Beute getragen, an der sie selbständig fressen. Arbeiterinnen tragen die Larven nicht mit den Mandibeln, sondern mit den anderen Mundwerkzeugen umher, wobei sie besondere Fortsätze an deren Prothorax ergreifen.
Ähnlich wie bei den Arten der Unterfamilie Amblyoponinae können sich die Tiere in Nahrungsmangel-Situationen ernähren, indem sie die Kutikula ihrer eigenen Larven an vorgeformten, drüsenartigen Stellen durchstoßen und Hämolymphe saugen. Die Larven dienen dabei quasi als Nahrungspuffer für Notzeiten.

## Verbreitung
Leptanillinae leben in den Tropen und Subtropen der Alten Welt, in Asien, Afrika und Europa, mit einer Art auch in Australien. In Europa sind einige Arten im Mittelmeerraum festgestellt, alle zur Gattung Leptanilla gehörend, wobei noch laufend neue Arten entdeckt werden. In der gesamten Mittelmeerregion, unter Einschluss Nordafrikas und der Levante, sind sechs Arten (plus vier noch unbeschriebene) nur als Männchen und elf Arten nur als Weibchen angegeben (wie üblich sind von keiner Art beide Geschlechter bekannt). Die größte Vielfalt ist aus China bekannt.
Angaben der Unterfamilie für die Neotropis (Süd- und Mittelamerika) beziehen sich auf Arten der Unterfamilie Leptanilloidinae. Diese sind, wie man heute weiß, nicht näher mit den Leptanillinae verwandt.

## Phylogenie, Taxonomie, Systematik
Die Unterfamilie umfasst zwei Triben, sechs Gattungen und 58 Arten
- Tribus Anomalomyrmini
  - Gattung Anomalomyrma
  - Gattung Furcotanilla mit der einzigen Art Furcotanilla furcomandibula
  - Gattung Protanilla
- Tribus Leptanillini
  - Gattung Leptanilla, mit 44 Arten die größte Gattung
  - Gattung Phalomyrma mit der einzigen Art Phaulomyrma javana, nur Männchen bekannt.
  - Gattung Yavnella, zwei Arten, nur Männchen bekannt.

Die Arbeiterinnen sind mit dem Schlüssel von Xu bis zur Gattung bestimmbar, es kann auch der darauf beruhende online-Schlüssel von Antwiki verwendet werden.
Die Position und Verwandtschaft der Leptanillinae ist nicht vollständig geklärt. Traditionell galt die damals einzige bekannte Gattung Leptanilla als nahe Verwandte der Treiberameisen der Gattung Dorylus, mit denen sie viele Details in Körperbau und Lebensweise gemeinsam haben. William Morton Wheeler stellte sie aufgrund zahlreicher Besonderheiten der Morphologie in die eigene Unterfamilie Leptanillinae, was sich in der Forschung fast ohne abweichende Meinung durchgesetzt hat.
Sie gehören zu den ursprünglichsten lebenden Ameisen, den poneroiden oder auch poneromorphen, Kladen. In einigen Untersuchungen auf molekularer (anhand des Vergleichs homologer DNA-Sequenzen) und morphologischer Basis stehen sie entweder völlig isoliert, oder sie wurden als ursprünglichste Ameisen überhaupt, mit allen anderen gemeinsam als Schwestergruppe, ermittelt. Diese Position wird ihnen nur von den Martialinae, mit der einzigen bekannten Art Martialis heureka, streitig gemacht. Bei den DNA-Untersuchungen besteht allerdings die Sorge, dass die Position durch ein als „long branch attraction“ genanntes Artefakt beeinflusst sein könnte: dabei werden Arten mit gegenüber den anderen z. B. durch höhere Entwicklungsgeschwindigkeit besonders stark abweichender Sequenz bei der Analyse quasi „an den Rand gedrängt“. Nach morphologischen Merkmalen allein ergeben sich Beziehungen zur, ebenfalls unterirdisch lebenden, Unterfamilie Amblyoponinae.